# Tô Kiều Ngân
Tô Kiều Ngân (1926 – 20 tháng 10 năm 2012) là một nhà báo, nhà thơ, nhà văn, nghệ sĩ thổi sáo người Việt Nam.

## Tiểu sử
Tô Kiều Ngân tên thật là Lê Mộng Ngân, sinh năm 1926 tại Huế. Từ nhỏ ông đã sớm tỏ ra có chất nghệ sĩ, thường trốn học, đi chơi đó đây với cây sáo trúc không mấy khi rời tay.
Năm 1946, ông tham gia kháng chiến chống Pháp, phục vụ ban kịch của Vệ quốc đoàn khu IV từ Huế ra Thanh Hoá. Được một thời gian, ông tình nguyện xin chiến đấu tại mặt trận đèo Hải Vân rồi bị Pháp bắt năm 1948, ba tháng sau được thả. Từ đó, Tô Kiều Ngân bắt đầu hoạt động văn nghệ. Tác phẩm đầu tiên của ông là kịch thơ Ngã ba đường do ban kịch Sông Ô trình diễn trên sân khấu Huế.
Năm 1950, ông gia nhập Quân đội Quốc gia Việt Nam. Năm 1953 thì đưa gia đình vào miền Nam. Tại đây ông lần lượt viết cho các báo Đời Mới, Người Sống Mới ở Sài Gòn, đồng thời cũng cộng tác với một vài tờ báo xuất bản tại Hà Nội như Hồ Gươm, Giác Ngộ…
Năm 1955, ông cùng Đinh Hùng, Thanh Nam, Hồ Điệp, Hoàng Oanh... thành lập ban thi văn Tao Đàn trên Đài Phát thanh Sài Gòn. Sau đó ông lại cùng Thanh Nam chủ trương tuần báo Thẩm mỹ, rồi cộng tác với Sáng Tạo, Văn Nghệ Tiền Phong, Tiểu Thuyết Tuần San, Văn Nghệ Chiến Sĩ... Khi viết nhạc, ông dùng bút hiệu Y Châu. Đặc biệt, ông cùng Trương Hoàng Xuân đã sáng tác bài "Cờ ta bay trên Quảng Trị thân yêu" nổi tiếng trong chiến dịch tái chiếm Quảng Trị năm 1972.
Sau sự kiện 30 tháng 4 năm 1975, nhà thơ Tô Kiều Ngân bị tù cải tạo tại Sơn La một thời gian dài.
Những năm cuối đời ông vẫn viết truyện ngắn, viết sách biên khảo, cộng tác với một số tạp chí trong nước.
Ông mất ngày 20 tháng 10 năm 2012 tại nhà riêng ở quận Bình Thạnh.

## Sự nghiệp
Thơ
- Chuyện thần tiên
- Giọng Huế
- Nhớ Huế
- Ngàn năm mây trắng (tập thơ)
- Tình ca
- Trường ca người lính Việt Nam (tập thơ)
- Về kỷ niệm
- Vì sao

Ông có khá nhiều ca khúc được phổ thơ, nói về sự kiện Tết Mậu Thân. Một số bài phổ thơ của ông khá nổi tiếng, điển hình như bài Những con đường trắng của Trầm Tử Thiêng, Em sắp về chưa, Vào mộng cùng em (Châu Kỳ), Tiếng chuông Linh Mụ (Hoàng Nguyên),...
Văn
- Mặc khách Sài Gòn (hồi ký)
- Người đi qua lô cốt (tập truyện)

Sách biên khảo
- Tự học thổi sáo & ngâm thơ
- Chuyện Huế ít ai biết

Ca khúc
- Cờ ta bay trên Quảng Trị thân yêu (với Trương Hoàng Xuân)
- Vào mộng cùng em (với Châu Kỳ)
- Em sắp về chưa (với Châu Kỳ)
- Con đường trắng (với Trầm Tử Thiêng)
- Khúc ca duyên lành (với Y Vân, 1958)
- Ngày về chiến thắng (với Lê Mộng Bảo, 1957)[3]
- Nước chảy qua cầu (1971, với Phạm Minh Cảnh)
- Tiếng sáo Tao Đàn (1962, hòa tấu và hướng dẫn thổi sáo)
- Tình xuân (Y Châu)
- Đồi xưa mây bay (với Vũ Đức Nghiêm)
- Khúc hát lên đường (Tô Lang)